# Artesian
Artesian és una població dels Estats Units a l'estat de Dakota del Sud. Segons el cens del 2000 tenia 157 habitants.

## Demografia
Segons el cens del 2000, Artesian tenia 157 habitants, 70 habitatges, i 42 famílies. La densitat de població era de 110,2 habitants per km².
Dels 70 habitatges en un 24,3% hi vivien nens de menys de 18 anys, en un 54,3% hi vivien parelles casades, en un 2,9% dones solteres, i en un 38,6% no eren unitats familiars. En el 34,3% dels habitatges hi vivien persones soles el 15,7% de les quals corresponia a persones de 65 anys o més que vivien soles. El nombre mitjà de persones vivint en cada habitatge era de 2,24 i el nombre mitjà de persones que vivien en cada família era de 2,93.
Per edats la població es repartia de la següent manera: un 19,7% tenia menys de 18 anys, un 8,9% entre 18 i 24, un 24,2% entre 25 i 44, un 24,2% de 45 a 60 i un 22,9% 65 anys o més.
L'edat mediana era de 43 anys. Per cada 100 dones de 18 o més anys hi havia 117,2 homes.
La renda mediana per habitatge era de 36.875 $ i la renda mediana per família de 43.750 $. Els homes tenien una renda mediana de 22.500 $ mentre que les dones 23.125 $. La renda per capita de la població era de 15.392 $. Cap de les famílies i el 5,6% de la població estaven per davall del llindar de pobresa.

## Poblacions més properes
El següent diagrama mostra les poblacions més properes.